# Dödgrävarens pojke
Dödgrävarens pojke är en roman av Åke Wassing utgiven 1958.

## Om romanen
Wassings självbiografiska Dödgrävarens pojke var hans debutroman. Den mottogs väl både av litteraturkritiker och läsare. Wassing blev bland annat tilldelad Svenska Dagbladets litteraturpris och ABF:s litteraturpris för romanen.
I romanen berättar Åke Wassing om sin uppväxt genom pojken Björn. Björn föds i en fattig bondefamilj där familjens pengar har förskingrats och han tvingas växa upp på ett fattighus. Fadern arbetar under en tid som dödgrävare, därav bokens titel.
| ”             | Trettio år tog det att uppleva denna boks innehåll. Sju år att skriva den. Det tar ett dygn att läsa sagan. Men så bråttom bör man kanske inte ha då det mesta och bästa liksom finns mellan raderna. | „ |
| – Åke Wassing | |   |